# Musa ibn Abi al-Ghassan
Musa ibn Abi al-Ghassan was een moslimcommandant die leefde in de laatste jaren van de Reconquista. Hij stond bekend om zijn oppositie tegen de overgave van de Moorse moslims in het Koninkrijk Granada, die eindigde rond 800 jaar moslim heerschappij in Iberië.